# Liste von Ananasbrunnen
In dieser Liste sind Ananasbrunnen aufgeführt, also Brunnen im öffentlichen Raum, die die Ananas zum Thema haben.
| Bezeichnung                                                  | Bild           | Standort                                                            | Staat              | Künstler | Errichtung Einweihung | Weitere Informationen |
| ------------------------------------------------------------ | -------------- | ------------------------------------------------------------------- | ------------------ | -------- | --------------------- | --------------------- |
| Ananasbrunnen (Charleston) (Pineapple Fountain (Charleston)) | weitere Bilder | Charleston, im Waterfront Park (Charleston) (South Carolina) (Lage) | Vereinigte Staaten |          |                       |                       |